# Fußball-Regionalliga Nordost (1994 bis 2000)
Die Regionalliga Nordost war zwischen 1994 und 2000 eine Liga im deutschen Fußball. Sie war eine von vier Regionalligen, welche die dritthöchste Spielklasse gebildet haben. Zur Saison 2000/01 wurde die Regionalliga umstrukturiert und die Regionalliga Nordost aufgelöst.

## Geschichte

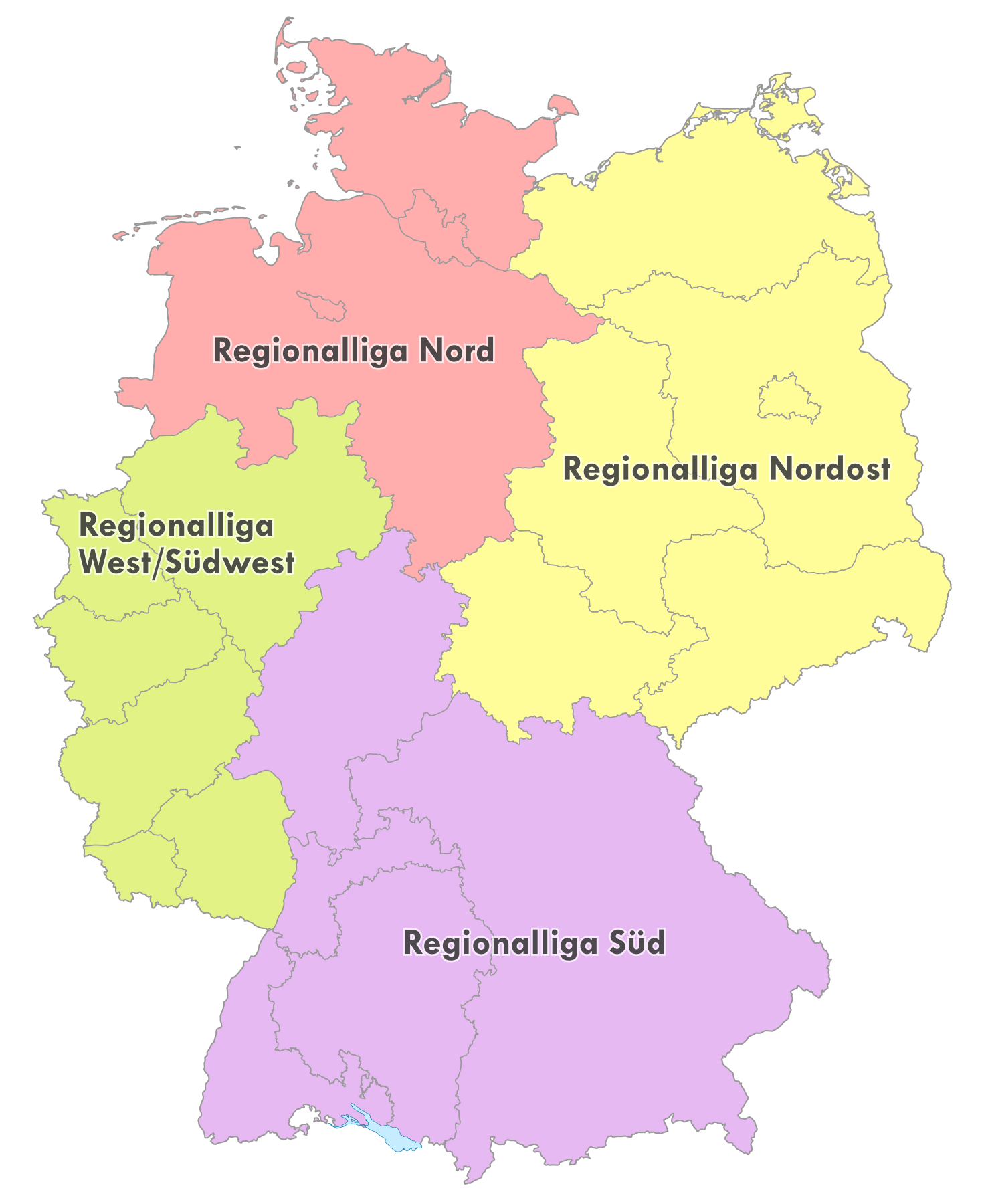
Die vier Regionalliga-Staffeln von 1994/95 bis 1999/2000

Die viergleisige Regionalliga startete 1994/95 ihren Spielbetrieb als dritthöchste deutsche Spielklasse und löste damit die Oberliga als dritthöchste Liga ab. Neben der Regionalliga Nordost gab es noch die Regionalligen Nord, West/Südwest und Süd. Ursprünglich sollte die Regionalliga nur dreigleisig in Nord/Nordost, West/Südwest und Süd eingeteilt werden. Da die Regionen Nord und Nordost zusammen fast die Hälfte der Fläche der Bundesrepublik einnehmen, legten die jeweiligen Regionalverbände Einspruch gegen eine gemeinsame Staffel ein. Im ersten Jahr genehmigte der DFB übergangsweise einen Spielbetrieb in den getrennten Staffeln Nord und Nordost.
In der Premierensaison starteten folgende Vereine in der Regionalliga Nordost:
- Absteiger des NOFV aus der 2. Bundesliga der Saison 1993/94: FC Carl Zeiss Jena und Tennis Borussia Berlin
- Qualifikanten aus den NOFV-Oberliga-Staffeln Nord, Mitte und Süd der Saison 1993/94:
  - Staffel Nord: BSV Stahl Brandenburg, Eisenhüttenstädter FC Stahl, Reinickendorfer Füchse, FC Berlin, Spandauer SV, FSV Optik Rathenow
  - Staffel Mitte: 1. FC Union Berlin, Energie Cottbus, Türkiyemspor Berlin, FSV Lok Altmark Stendal, Hertha BSC Amateure, Hertha Zehlendorf
  - Staffel Süd: FC Rot-Weiß Erfurt, FC Erzgebirge Aue, FC Sachsen Leipzig, Bischofswerdaer FV 08

Ab dem zweiten Jahr wurde einer Teilung der Staffeln nur unter der Auflage zugestimmt, dass Norden und Nordosten insgesamt nur einen Aufsteiger in die 2. Bundesliga stellen. Das hatte zur Folge, dass ab der Saison 1995/96 die Meister beider Staffeln in zwei Relegationsspielen den Aufsteiger ermittelten. Nach zahlreichen Protesten der betroffenen Verbände wurde dem Verlierer der Relegationsspiele ab der Saison 1997/98 eine zweite Chance auf den Aufstieg gewährt. In einer weiteren Relegationsrunde spielte er gegen den Zweitplatzierten der West/Südwest- und den Zweitplatzierten der Süd-Staffel um den neu eingeführten vierten Aufstiegsplatz.
Im Sommer 2000 wurde die Zahl der Staffeln auf der dritthöchsten deutschen Ligaebene von vier auf zwei reduziert und die Absteiger aus der 2. Bundesliga sowie die besten Mannschaften der vier Regionalliga-Staffeln wurden in eine Nord- und eine Süd-Staffel aufgeteilt. Die Mannschaften der Tabellenplätze zwei bis sechs der Regionalliga Nordost 1999/2000, Dresdner SC, FC Erzgebirge Aue, FC Carl Zeiss Jena, SV Babelsberg 03, FC Sachsen Leipzig, qualifizierten sich direkt für die neue Regionalliga. Der Tabellensiebte FC Rot-Weiß Erfurt wahrte die Drittklassigkeit in zwei Relegationsspielen gegen den Meister der viertklassigen Fußball-Oberliga Nordost 1999/2000. Das Hinspiel gegen den FC Schönberg 95 verlor Erfurt 0:1, das Rückspiel gewann der Traditionsverein 4:1. Carl Zeiss Jena und Rot-Weiß Erfurt wurden in die Süd- und die anderen Nordost-Mannschaften in die Nord-Staffel eingruppiert. Alle Vereine der Regionalliga Nordost 1999/2000 ab Platz acht stiegen in die Oberliga Nordost ab.

## Auf- und Absteiger

### Auf- und Absteiger aus der Regionalliga Nordost
| Saison    | Aufsteiger in die 2. Bundesliga | Absteiger in die Oberliga Nordost |
| --------- | ------------------------------- | --- |
| 1994/95   | FC Carl Zeiss Jena              | BSV Stahl Brandenburg, Türkiyemspor Berlin |
| 1995/96   | –                               | Bischofswerdaer FV 08, Hertha BSC Amateure, FSV Optik Rathenow |
| 1996/97   | FC Energie Cottbus              | SC Charlottenburg, FSV Velten |
| 1997/98   | Tennis Borussia Berlin          | FC Hertha Zehlendorf, Reinickendorfer Füchse, FSV Wacker 90 Nordhausen, Hansa Rostock Amateure |
| 1998/99   | Chemnitzer FC                   | Spandauer SV (Lizenzentzug), SD Croatia Berlin |
| 1999/2000 | –                               | 1. FC Dynamo Dresden, VfB Leipzig, 1. FC Magdeburg, Hertha BSC Amateure, Eisenhüttenstädter FC Stahl, VFC Plauen, VfL Halle 1896, Tennis Borussia Berlin Amateure, FSV Lok Altmark Stendal, BFC Dynamo, FSV Zwickau |

### Aufstiegsspiele Nordost gegen Nord
Ab der Saison 1995/96 spielten die Meister der Regionalligen Nord und Nordost den Aufsteiger in die 2. Bundesliga in einer Zweifachrunde gegeneinander aus.
| Saison    | Meister Nordost        | Meister Nord  | Ergebnisse                                     |
| --------- | ---------------------- | ------------- | ---------------------------------------------- |
| 1995/96   | Tennis Borussia Berlin | VfB Oldenburg | 1:1 (in Berlin), 1:2 n. V. (in Oldenburg)      |
| 1996/97   | FC Energie Cottbus     | Hannover 96   | 3:1 (in Cottbus), 0:0 (in Hannover)            |
| 1997/98   | Tennis Borussia Berlin | Hannover 96   | 2:0 (in Berlin), 0:2; 1:3 i. E. (in Hannover)  |
| 1998/99   | Chemnitzer FC          | VfL Osnabrück | 2:0 (in Chemnitz), 0:1 (in Osnabrück)          |
| 1999/2000 | 1. FC Union Berlin     | VfL Osnabrück | 1:1 (in Berlin), 1:1; 7:8 i. E. (in Osnabrück) |

### Aufstiegsrunde
1997/98 und 1999/2000 unterlag der Meister der Regionalliga Nordost in den Relegationsspielen gegen den Meister der Regionalliga Nord und spielte in einer zusätzlichen Aufstiegsrunde mit den Vize-Meistern der Regionalligen West/Südwest sowie Süd den letzten Aufsteiger aus. 1998/99 kam der Verlierer der Aufstiegsrelegation aus der Regionalliga Nord.
| Saison    | Teilnehmer                                                                        | Ergebnisse                                                          |
| --------- | --------------------------------------------------------------------------------- | ------------------------------------------------------------------- |
| 1997/98   | Tennis Borussia Berlin Sportfreunde Siegen (West/Südwest) Kickers Offenbach (Süd) | Siegen – Offenbach 4:0 Offenbach – Berlin 1:2 Berlin – Siegen 2:0   |
| 1999/2000 | 1. FC Union Berlin LR Ahlen (West/Südwest) SC Pfullendorf (Süd)                   | Pfullendorf – Ahlen 1:1 Berlin – Pfullendorf 3:1 Ahlen – Berlin 2:1 |

### Ab- und Aufsteiger in die Regionalliga Nordost
| Saison    | Absteiger aus der 2. Bundesliga              | Aufsteiger aus der Oberliga Nordost                                    |
| --------- | -------------------------------------------- | ---------------------------------------------------------------------- |
| 1994/95   | 1. FC Dynamo Dresden (1)                     | FSV Velten, FSV Wacker 90 Nordhausen                                   |
| 1995/96   | Chemnitzer FC                                | SC Charlottenburg, VFC Plauen                                          |
| 1996/97   | –                                            | SV Babelsberg 03, Hansa Rostock Amateure (2), 1. FC Magdeburg          |
| 1997/98   | FC Carl Zeiss Jena, VfB Leipzig, FSV Zwickau | SD Croatia Berlin, Dresdner SC                                         |
| 1998/99   | –                                            | Hertha BSC Amateure, Tennis Borussia Berlin Amateure (3), VfL Halle 96 |
| 1999/2000 | Tennis Borussia Berlin (4)                   | – (5)                                                                  |

Anmerkungen

## Zahlen und Rekorde

### Rekordspieler
| Rang | Spieler              | Verein                                                                       | Spiele |
| ---- | -------------------- | ---------------------------------------------------------------------------- | ------ |
| 01   | Oskar Kosche         | 1. FC Union Berlin, SV Babelsberg 03                                         | 196    |
| 02   | Heiko Brestrich      | FC Berlin, VfB Leipzig                                                       | 191    |
| 03   | Steffen Kraus        | FC Rot-Weiß Erfurt                                                           | 189    |
| 03   | Frank Bartz          | Eisenhüttenstädter FC Stahl                                                  | 189    |
| 05   | Mike Klenge          | Tennis Borussia Berlin, Eisenhüttenstädter FC Stahl, FSV Lok Altmark Stendal | 184    |
| 06   | Jörn Lenz            | Tennis Borussia Berlin, FC Berlin                                            | 182    |
| 07   | Ulf Wiemer           | Eisenhüttenstädter FC Stahl                                                  | 180    |
| 08   | Mario Kallnik        | FC Berlin                                                                    | 178    |
| 09   | Antoni Jelen         | 1. FC Union Berlin, FC Sachsen Leipzig, Dynamo Dresden                       | 176    |
| 010  | Henry Berg           | FSV Lok Altmark Stendal, FC Erzgebirge Aue                                   | 172    |
| 010  | Steffen Hammermüller | FC Sachsen Leipzig                                                           | 172    |

### Rekordtorschützen
| Rang | Spieler          | Verein                                                         | Tore |
| ---- | ---------------- | -------------------------------------------------------------- | ---- |
| 01   | Rainer Wiedemann | FSV Lok Altmark Stendal                                        | 82   |
| 02   | Detlef Irrgang   | Energie Cottbus                                                | 53   |
| 03   | Rocco Milde      | Dynamo Dresden, FSV Zwickau, Dresdner SC                       | 50   |
| 03   | Bernd Jopek      | Spandauer SV, FC Berlin                                        | 50   |
| 05   | Michail Rusjajew | Tennis Borussia Berlin, FC Carl Zeiss Jena                     | 47   |
| 06   | Harun Isa        | Hertha BSC Amateure, Tennis Borussia Berlin, FC Erzgebirge Aue | 46   |
| 06   | Danilo Kunze     | FC Erzgebirge Aue, Chemnitzer FC                               | 46   |
| 08   | Thomas Adler     | Tennis Borussia Berlin                                         | 45   |
| 08   | Oleg Golovan     | FC Sachsen Leipzig                                             | 45   |
| 010  | Ronny Hebestreit | FC Rot-Weiß Erfurt                                             | 42   |
| 010  | Heiko Brestrich  | FC Berlin, VfB Leipzig                                         | 42   |

### Torschützenkönige
| Saison    | Spieler          | Mannschaft              | Tore |
| --------- | ---------------- | ----------------------- | ---- |
| 1994/95   | Thomas Adler     | Tennis Borussia Berlin  | 20   |
| 1994/95   | Goran Markov     | 1. FC Union Berlin      | 20   |
| 1995/96   | Detlef Irrgang   | FC Energie Cottbus      | 24   |
| 1996/97   | Marco Weißhaupt  | FC Rot Weiß Erfurt      | 21   |
| 1997/98   | Rainer Wiedemann | FSV Lok Altmark Stendal | 25   |
| 1998/99   | Rainer Wiedemann | FSV Lok Altmark Stendal | 19   |
| 1999/2000 | Hendryk Lau      | SV Babelsberg 03        | 16   |

### Zuschauerzahlen
Die 1.835 Spiele der drittklassigen Regionalliga Nordost sahen insgesamt 3.250.104 Zuschauer. Durchschnittlich waren somit 1.771 Fans bei den Spielen im Stadion. Die meisten Leute kamen zu den Spielen von Dynamo Dresden. Die 85 Heimspiele der Sachsen wollten insgesamt 409.723 Menschen sehen, was einen Schnitt von 4.820 Zuschauern pro Spiel ergibt. Die wenigsten Zuschauer hatten die Berliner Vereine aus dem ehemaligen Westteil der Stadt, die meistens nur wenige hundert Schaulustige zu ihren Spielen begrüßen durften. Sogar zweistellige Zuschauerzahlen waren hier keine Seltenheit. Negativer Höhepunkt war das Spiel von Türkiyemspor Berlin gegen den Bischofswerdaer FV 08 am 3. Juni 1995, welches nur 32 zahlende Zuschauer sahen.

### Weitere Zahlen und Rekorde
- Ewige Tabelle:
  - Die Ewige Tabelle der Regionalliga Nordost zwischen 1994 und 2000 führt der 1. FC Union Berlin mit 387 Punkten vor dem FC Rot-Weiß Erfurt und dem FC Erzgebirge Aue an.
  - Mit 17 Punkten belegt der SC Charlottenburg den 33. und letzten Platz in der Ewigen Tabelle der Regionalliga Nordost zwischen 1994 und 2000.
- Spieltage:
  - Der fünfte Spieltag der Saison 1994/95 war mit 42 Toren und etwa 4,67 Toren pro Spiel der torreichste Spieltag.
  - Der torärmste Spieltag war der 21. Spieltag in der Saison 1998/99, an welchen insgesamt nur 13 Tore und damit etwa 1,44 Tore pro Spiel fielen.
  - Am sechsten Spieltag der Saison 1997/98 wurden 49 Spieler verwarnt, 4 Spieler erhielten die Gelb-Rote Karte und drei Spieler die rote Karte. Damit war der Spieltag der kartenreichste Spieltag in der Geschichte der Regionalliga Nordost.
  - Insgesamt 10 Spieler – neunmal gelb-rot und einmal rot – mussten am achten Spieltag der Saison 1994/95 den Platz frühzeitig verlassen, so viele wie an keinen anderen Spieltag.
- Spiele:
  - Am 6. Mai 1995 gewann der FC Erzgebirge Aue mit 10:0 gegen Türkiyemspor Berlin und feierte damit den höchsten Sieg in der Regionalliga-Nordost.
  - Am 5. März 1998 trennten sich der 1. FC Magdeburg und der FC Berlin 5:5. Dieses Spiel ging als das torreichste Unentschieden in die Geschichte ein.
  - Neben diesen beiden Spielen endeten noch die folgenden drei Spiele mit 10 erzielten Toren:
    - 6. November 1999: Das Spiel zwischen dem SV Babelsberg 03 und dem VfL Halle 96 endete 9:1.
    - 20. Mai 2000: Das Spiel zwischen der zweiten Mannschaft von Tennis Borussia Berlin und dem BFC Dynamo endete 7:3.
    - 2. April 2000: Die Partie zwischen dem FSV Zwickau und der zweiten Mannschaft von Hertha BSC endete mit 4:6

  - Mit insgesamt zwölf Karten, davon zehn gelbe Karten und eine gelb-rote Karte, war das Spiel zwischen Füchse Berlin Reinickendorf und Türkiyemspor Berlin das kartenreichste Spiel der Geschichte. Die Partie wurde von Peter Augar geleitet.
- Spieler:
  - Als ersten und einzigen gelangen Danilo Kunze am 6. Mai 1995 im Spiel vom FC Erzgebirge Aue gegen Türkiyemspor Berlin fünf Treffer.
  - Beim 1:1-Unentschieden am 14. August 1999 zwischen den FC Erzgebirge Aue und Dynamo Dresden erzielte der 17-jährige Dresdener Lars Jungnickel den Ausgleich. Damit ist er der jüngste Torschütze in der Regionalliga Nordost.
  - Der älteste Torschütze ist Jens Starke. Als der Plauener am 21. November 1999 beim 5:0-Sieg vom VFC Plauen gegen die zweite Mannschaft von Hertha BSC zwei Tore erzielte, war er 36 Jahre und einen Monat alt.
  - Der Wandervogel der Regionalliga Nordost war Ali Moustapha aus Niger. Er spielte in der Regionalliga Nordost insgesamt bei sechs verschiedenen Vereinen.
- Sonstiges:
  - Insgesamt zeigten die Schiedsrichter 1994 bis 2000 in der Regionalliga Nordost 224 rote und 473 gelb-rote Karten. Das ergibt einen Schnitt von 0,38 Platzverweisen pro Spiel, womit die Nordost-Staffel formal die fairste der damals vier Gruppen war.
  - Die einzige Mannschaft, welche nach einer Tabellenführung aus der Regionalliga Nordost abstieg, war der FSV Zwickau. In der Saison 1999/2000 belegten sie nach dem ersten Spieltag den ersten Platz und am letzten Spieltag den 18. und letzten Platz.